# Hal Kanter
Hal Kanter, eigentlich Henry Kanter, (* 18. Dezember 1918 in Savannah, Georgia; † 6. November 2011 in Encino, Kalifornien) war ein US-amerikanischer Drehbuchautor, Produzent und Regisseur. 

## Leben
Kanter entstammte einer Familie russischer Einwanderer und war der älteste Sohn des Illustrators Albert Kanter (1897–1973) und dessen Ehefrau Rose Ehrenrich. Schon bald nach seiner Ankunft in den USA ließ sich Kanter zusammen mit seiner Familie in Long Island (New York) nieder. 
Mit 14 Jahren wurde Kanter 1932 Mitglied der Art Students League in New York. 1941 heiratete er seine langjährige Freundin Doris und bekam mit ihr drei Töchter. Ebenfalls 1941 meldete er sich freiwillig zur US-Army und arbeitete dort u. a. beim American Forces Network (AFN) und beim Military Auxiliary Radio System (MARS). 
Nach Kriegsende begann Kanter u. a. Drehbücher zu schreiben. Der Schwerpunkt seiner Arbeiten als Produzent wie auch als Regisseur waren meistenteils Komödien; er arbeitete viel mit den Schauspielern Bob Hope, Jerry Lewis und Elvis Presley. 
Hal Kanter starb sechs Wochen vor seinem 93. Geburtstag in Encino und fand dort auch seine letzte Ruhestätte.

## Filmografie (Auswahl)
Drehbuch
- 1951: Drei Frauen erobern New York (Two Tickets to Broadway)
- 1951: Spione, Liebe und die Feuerwehr (My Favorite Spy)
- 1952: Der Weg nach Bali (Road to Bali)
- 1952: Eintritt verboten (Off Limits)
- 1954: Der Schürzenjäger von Venedig (Casanova's Big Night)
- 1954: Der tollkühne Jockey (Money From Home)
- 1955: Maler und Mädchen (Artists and Models)
- 1955: Die tätowierte Rose (The Rose Tattoo)
- 1958: Blaue Nächte (Mardi Gras)
- 1960: Machen wir’s in Liebe (Let's Make Love)
- 1961: Blaues Hawaii (Blue Hawaii)
- 1961: Junggeselle im Paradies (Bachelor In Paradise)
- 1961: Die unteren Zehntausend (A Pocketful of Miracles)
- 1963: Eine zuviel im Bett (Move Over, Darling)
- 1964: Geliebte Brigitte (Dear Brigitte)

Regie
- 1957: Gold aus heißer Kehle (Loving You)
- 1958: Links und rechts vom Ehebett (I Married a Woman)
- 1980: Geheimcode Chaos (For the Love of It)